# Felben-Wellhausen
Felben-Wellhausen es una comuna suiza del cantón de Turgovia, situada en el distrito de Frauenfeld. Limita al norte con la comuna de Pfyn, al este con Hüttlingen, al sur con Thundorf, al oeste con Frauenfeld, y al noroeste con Warth-Weiningen.

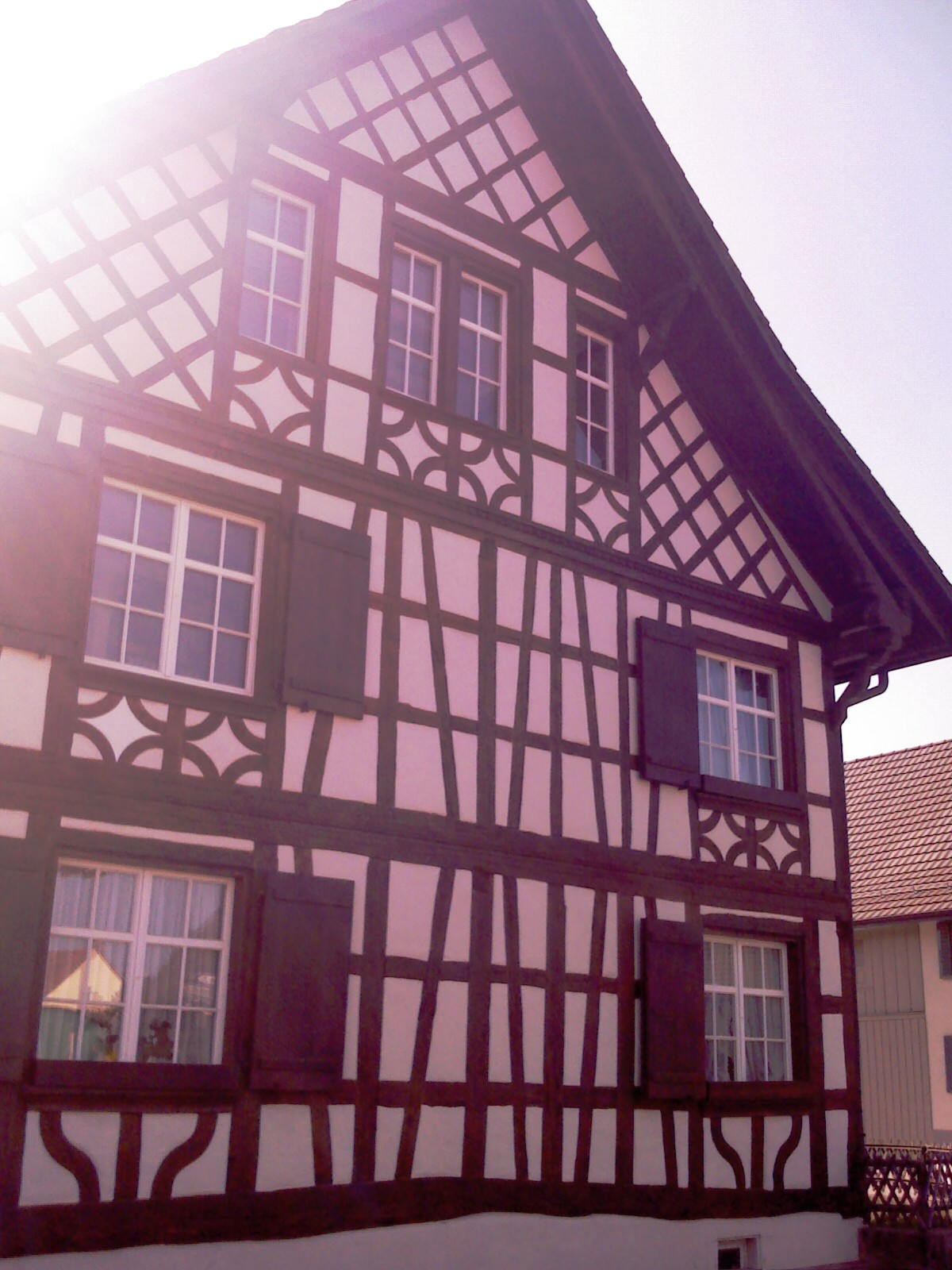
Fábrica en Felben-Wallhausen.